# Ajozdsorski-Gebirge
Das Ajozdsorski-Gebirge (russisch Айоцдзорский хребет; armenisch Զանգեզուրի լեռնաշղթա; aserbaidschanisch Dərələyəz silsiləsi) ist ein Gebirgszug im östlichen Armenischen Hochland. 
Es verläuft im Grenzgebiet zwischen der Autonomen Republik Nachitschewan und der armenischen Provinz Wajoz Dsor. Der Gebirgszug bildet die Wasserscheide zwischen den beiden Flüssen Arpa im Norden und Naxçıvançay im Süden. Im Osten grenzt das Ajozdsorski-Gebirge an den Sangesurkamm. Es hat eine Länge von 70 km. Im Berg Gogi erreicht es eine maximale Höhe von 3120 m. 
Im Westteil besteht das Gebirge aus Sedimentgesteinen aus dem Paläozoikum und Mesozoikum (Kalkstein, Sandstein, Quarzit, Glimmerschiefer). Der Ostteil besteht dagegen aus Sedimenten vulkanischen Ursprungs aus dem Paläogen sowie Lavagestein aus dem Neogen.
Bergsteppe sowie eine Bergwiesenlandschaft charakterisieren das Gebirge.

## Berge (Auswahl)
Im Folgenden sind eine Reihe von Gipfeln entlang dem Hauptkamm des Ajozdsorski-Gebirges sortiert in West-Ost-Richtung aufgelistet: 
- Gogi (3120 m) (⊙), Nachitschewan, Armenien